# Romualdo Rodríguez de Vera
Romualdo Rodríguez de Vera Romero (Oriola, Baix Segura, 2 de febrer de 1891 - París, 22 de febrer de 1978) fou un metge i polític socialista valencià.

## Biografia
Va estudiar Medicina i Cirurgia en la Universitat de Madrid i va exercir la professió de metge. A més, fou un destacat membre del Partit Socialista Obrer Espanyol, primer en l'Agrupació Socialista d'Oriola, en la qual va ingressar en 1919, i després la Federació Provincial Socialista alacantina. Per aquest partit va concórrer a les eleccions de 1931 i 1933 per la província d'Alacant, i fou triat en ambdues ocasions (en les primeres, en la llista de la coalició Esquerra Republicana i Socialista, formada pel PSOE i els radical socialistes, en la segona, en segona volta, en la llista del PSOE). Pertanyia a la maçoneria i va ser membre del Gran Orient Espanyol, amb el nom simbòlic de Galeno.
Durant la legislatura 1931-1933 va ser secretari general del Ministeri de Comunicacions (estiu de 1931) i director general de Comunicacions (1933), vocal del Consell Tècnic d'Estupefaents i de la Comissió Gestora de Línies Aèries. En la 1934-1936 va ser membre de la Comissió Parlamentària de Comunicacions que va aprovar la primera Llei de Radiodifusió espanyola (1934)
Rodríguez Vera era un dels líders provincials de la tendència besteirista oposada a la caballerista, raó per la qual va ser exclòs de la candidatura en les eleccions de febrer de 1936. Aleshores intentà formar una llista dissident dins el Front Popular amb Juan Botella Asensi, Manuel González Ramos i Gregori Ridaura, però no assoliren escó. Durant la guerra civil espanyola exercí com a metge a la presó de dones de València. El 1939 fou detingut a Benidorm i condemnat a 12 anys de presó. El 1942 fou alliberat, però el 1944 fou arrestat novament acusat d'intentar reorganitzar el PSOE. El 1945 fou alliberat per malaltia, però el Tribunal Especial de Repressió de la Maçoneria i del Comunisme el condemnà el 1947 a 12 anys de llibertat vigilada. El 1953 li fou commutada la pena i marxà a França, on exercí la medicina al Dispensari Cervantes de París.